# Shadow library
Shadow library (dosł. biblioteka w cieniu, podziemna biblioteka, biblioteka-cień) – internetowa baza danych umożliwiająca jej użytkownikom dostęp do treści publicznie nieudostępnianych, często wbrew zapisom prawa własności intelektualnej. Zasoby shadow libraries najczęściej obejmują treści obwarowane wcześniej przez paywall, objęte prawem autorskim bądź niedostępne do publicznego odczytu z innych powodów. Biblioteki tego typu najczęściej zawierają cyfrowe wersje książek i innych typów tekstów pisanych; ponadto w niektórych shadow libraries przechowuje się i udostępnia inne rodzaje mediów cyfrowych, jak oprogramowanie, muzykę czy filmy.

Logo Library Genesis

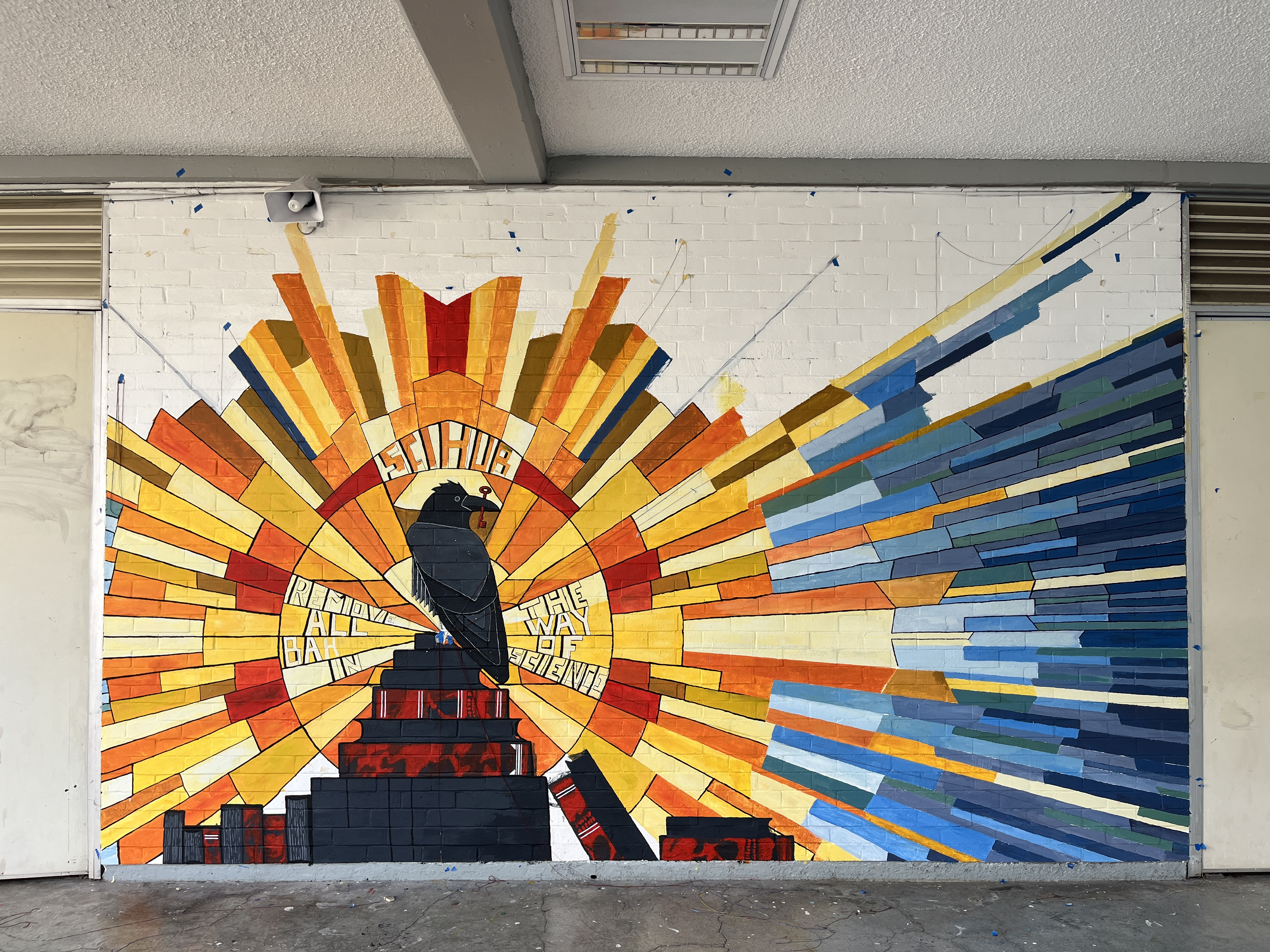
Mural ze stylizowanym logiem SciHub na miasteczku studenckim w Meksyku

Do najpopularniejszych shadow libraries należały bądź należą Anna's Archive (klasyfikowane w mediach jako shadow library, stanowiące w rzeczywistości zbiór metadanych, wyszukiwarkę plików w innych bazach oraz interfejs), Library Genesis, Sci-Hub oraz Z-Library; wszystkie wymienione biblioteki zaprojektowano w celu umożliwienia darmowego dostępu do książek i publikacji akademickich.

## Podstawy i motywacje
Jedną z głównych idei przyświecających powstawaniu shadow libraries była chęć ułatwienia dostępu do treści naukowych, zwłaszcza profesjonalnych czasopism. Motywacja ta wynikała między innymi z gwałtownego wzrostu cen dostępu do publikacji akademickich w pierwszych dekadach XX w. Trend rosnących trudności w dostępie do narastającej literatury naukowej, w zachodnim środowisku akademickim określany terminem serials crisis, był równocześnie jednym z czynników wzrostu popularności szerokiego ruchu otwartego dostępu (ang. open access), postulującego darmowy (względnie tani) dostęp do wiedzy akademickiej dla każdego. Jedną z pierwszych prób instytucjonalizacji tych dążeń była tzw. Budapeszteńska Deklaracja Otwartego Dostępu z 2002.
Zwolennicy i działacze ruchu otwartego dostępu w owym okresie zaczęli w sposób zorganizowany zarówno wydawać czasopisma naukowe w otwartym dostępie, jak i tworzyć repozytoria umożliwiające dostęp, przy pomocy sieci, do objętych innymi licencjami treści naukowych. Proceder publikacji treści w kontrze do wytycznych prawa autorskiego był, między innymi w środowiskach akademickich, praktykowany wcześniej, lecz rosnąca popularność internetu pozwoliła scentralizować go i zorganizować. Rozwój technologiczny umożliwił gwałtowny wzrost szybkości i jakości cyfryzacji oraz zwiększył ogólne możliwości rozwoju bibliotek cyfrowych, w tym także shadow libraries.
Innym czynnikiem napędzającym rozwój shadow libraries było przyzwolenie i poparcie części środowiska naukowego, w tym badaczy akademickich, których zysk z reguły nie był związany ze stopniem sprzedaży artykułów i książek. Obecność publikacji danego naukowca na którejś z shadow libraries może przy tym wpływać na wzrost jego zauważalności w środowisku, zgodnie z wynikami badań przeprowadzonych ok. 2020, według których artykuły naukowe dostępne przez portal Sci-Hub były cytowane prawie dwukrotnie częściej niż inne.

## Rozwój
Pierwsze społeczne grupy wymiany tekstów działały m.in. za pomocą platformy Fidonet. Wczesne projekty mające na celu oddolną archiwizację i udostępnianie tekstów naukowych za pomocą internetu wprowadzono w życie m.in. na terenie Rosji w latach 90. Pierwszym lub jednym z pierwszych repozytoriów tego typu była strona lib.ru, założona w 1994 i administrowana przez Maksima Moszkowa. Proces cyfryzacji zasobów ułatwiła rozwijająca się wówczas technologia OCR. Zdaniem badaczy, duże zaangażowanie społeczności rosyjskojęzycznych w organizację shadow libraries wynikło między innymi z głęboko zakorzenionej w społeczeństwie postsowieckim tradycji i zdolności do organizowania kultury i kształcenia niezależnie od władzy państwowej, w atmosferze konspiracji.
Wraz z rozwojem oficjalnych technik publikacji cyfrowej i komercjalizacją tej dziedziny, oddolne inicjatywy tworzenia bibliotek cyfrowych coraz wyraźniej stawały w sprzeczności z lokalnymi przepisami prawa autorskiego poszczególnych krajów Prawdopodobnie największym z wczesnych shadow libraries był portal Gigapedia, którego domenę zmieniono później na Library.nu. W 2012 portal został zamknięty. Do momentu zamknięcia w repozytorium zgromadzono około miliona cyfrowych egzemplarzy książek (według innych opracowań około pół miliona). Poza rozmiarami, Gigapedię spośród innych podziemnych repozytoriów wyróżniały m.in. zaawansowany centralny katalog oraz system zamówień konkretnych pozycji przez czytelników. Została ona zamknięta na skutek niemieckiego nakazu sądowego po procesie wytoczonym przez koalicję siedemnastu wydawnictw naukowych (m.in. Wiley&Sons, Elsevier i Macmillan).
Z uwagi na zaostrzenie prosekucji nielegalnych repozytoriów, w procesie organizowania i utrzymywania shadow libraries coraz wyraźniej zaznaczały się motywacje polityczno-światopoglądowe, zwłaszcza w społecznościach aktywistów internetowych, infoanarchistów, haktywistów, środowisk warezowych, zwolenników ruchu wolnej kultury i innych grup, którym z różnych powodów ideologicznych idea shadow libraries wydawała się słuszna. W 2007 w Rosji powstała biblioteka cyfrowa Librusec, następnie związany z nią portal Flibusta, a w 2015 portal Maxima. Równocześnie państwo we współpracy z wydawcami zacieśniało legislację antypiracką, co skutkowało blokowaniem i zamykaniem kolejnych shadow libraries. Na terytorium Rosji zadanie przechwytywania treści łamiących prawo autorskie znalazło się w jurysdykcji Roskomnadzoru. Do innych znaczących shadow libraries lat 2000. należały m.in. portale textz.org, a*.org, AvaxHome czy monoskop. Wśród hiszpańskojęzycznych repozytoriów najbardziej znanym było Hansi Libros oraz założone przez studentów Uniwersytetu w Buenos Aires platformy BiblioFyl i ForoFyL.

### Polska
W Polsce po 1989 inicjatywa oddolnego udostępniania publikacji naukowych, choć z mniejszymi niż w niektórych krajach konotacjami polityczno-ideologicznymi, stanowiła niepisany element codzienności akademickiej, zwłaszcza wśród studentów. Starania o przemianę rynku wydawniczego w duchu open access stały się elementem oficjalnego dyskursu społecznego około 2010, kiedy uczestnicy inicjatywy pozarządowej Obywatele Nauki opublikowali dokument Pakt dla Nauki; otwarty dostęp do treści naukowych był jednym z postulatów tegoż manifestu. Jako niektóre z przyczyn piractwa medialnego w polskich społecznościach akademickich wymieniało się: upowszechnienie studiów, relatywnie wysoką cenę zagranicznych publikacji i trudny dostęp do nich, niskie nakłady rodzimych wydawnictw naukowych, zaporowe ceny dostępów do zachodnich baz danych. W porównaniu z innymi krajami polska nauka przełomu wieków XX i XXI wyróżnia się bardzo wysoko rozwiniętym systemem oficjalnych, legalnych repozytoriów cyfrowych, z Federacją Bibliotek Cyfrowych na czele. Jednak do 2020 w niewielkim stopniu potencjał ten wykorzystywany był do publikowania współczesnych polskojęzycznych prac naukowych, z reguły niedostępnych poza sieciami akademickimi. Nie powstała żadna shadow library przeznaczona dla społeczności polskojęzycznych; wg badań Filiciaka i Tarkowskiego, przeprowadzonych w 2013, rolę tę wśród polskich studentów spełniały ogólne serwisy hostingu plików, takie jak chomikuj.pl i Rapidshare. Według tych samych badań około 80% polskich studentów przynajmniej raz skorzystało ze źródeł, które ankietowani określali jako „nielegalne”. W październiku 2013 serwis chomikuj.pl był piętnastą najpopularniejszą stroną internetową w Polsce; procesy sądowe przeciwko niemu wytaczały między innymi Polska Izba Książki oraz Stowarzyszenie Filmowców Polskich.

### Library Genesis, SciHub

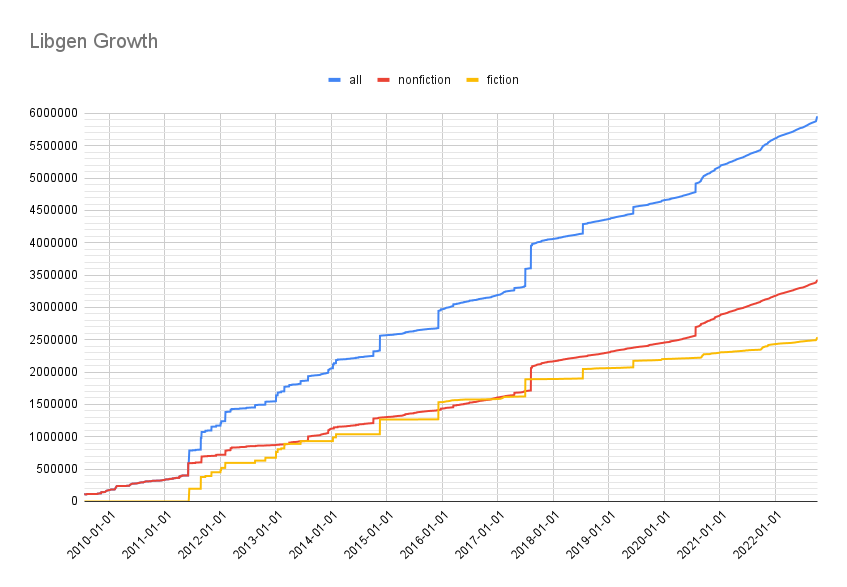
Liczba publikacji (książek) udostępnianych przez Library Genesis w latach 2009–2022

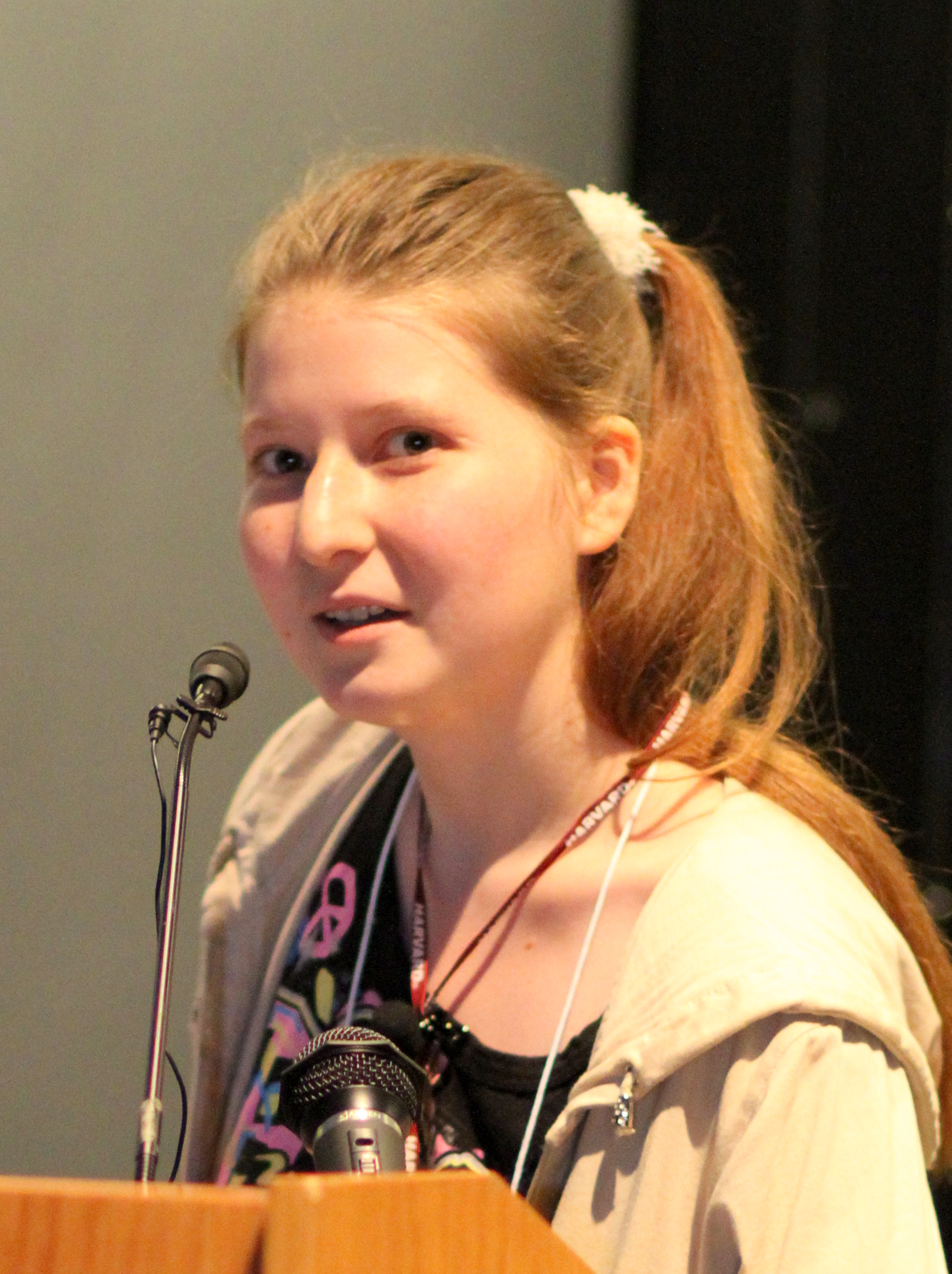
Aleksandra Ełbakian (2010)

Około 2008, z inicjatywy środowisk rosyjskich akademików, a także aktywistów związanych z innymi grupami wymiany tekstów, jak np. [K]olkhoz, powstała Biblioteka Library Genesis (LG, LibGen). Repozytorium Library Genesis przejęło m.in. kolekcję tekstów zgromadzoną w ramach Gigapedii/Library.nu po jej zamknięciu. Około 2012, wraz z agregacją zbiorów Gigapedii oraz wzrostem obecności publikacji anglojęzycznych, LibGen, projekt dotychczas lokalny i rosyjskojęzyczny, nabrał charakteru globalnego. Utrzymanie i opracowywanie kolekcji powierzono grupie anonimowych aktywistów-wolontariuszy (nazywanych przez społeczność librarians – bibliotekarze), porządkujących metadane, kategorie, dbających o jakość plików, usuwających duplikaty itp. Twórcy LibGen udostępnili za darmo zarówno zebrane materiały, jak i pełen katalog repozytorium oraz kod źródłowy platformy. Dostępność kodu Library Genesis umożliwiła stworzenie w krótkim czasie licznych kopii i rekurencji repozytorium, co zwiększyło jego decentralizację i odporność na ewentualne próby zablokowania dostępu do zgromadzonych zasobów.
W 2011 kazachska studentka i aktywistka, Aleksandra Ełbakian, założyła portal SciHub, działający od 2012 w oparciu o zasoby Library Genesis i umożliwiający łatwy dostęp do artykułów naukowych. Mechanizm SciHub umożliwiał dodatkowo pośredni dostęp do zasobów znajdujących się w bazach akademickich i automatycznie wzbogacał zbiory Library Genesis o ww. zasoby. Do 2016 w cyfrowych zbiorach SciHub/LibGen znalazło się około 50 milionów artykułów naukowych. Działania ze strony wydawnictw naukowych, których prawa były w ten sposób łamane, przede wszystkim firmy Elsevier, która wytoczyła Ełbakian proces sądowy, doprowadzały do kilkukrotnego blokowania, reaktywacji i zmiany domen zarówno SciHub, jak i Library Genesis.

### Aaron Swartz

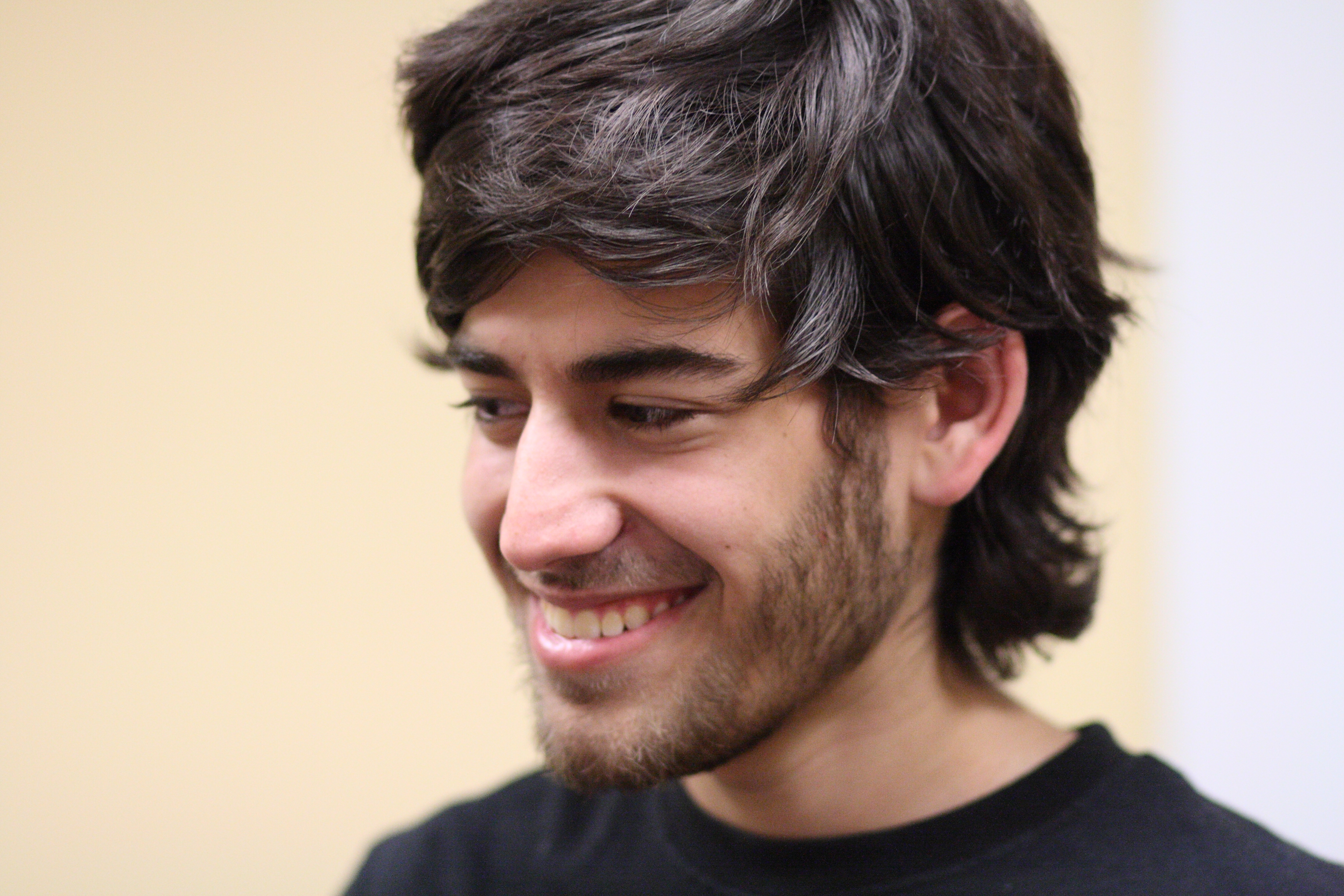
Aaron Swartz (2009)

Do najważniejszych postaci związanych z inicjatywą shadow libraries zaliczał się Aaron Swartz, aktywista internetowy, autor Guerilla Open Access Manifesto (2008), dokumentu postulującego wolny i powszechny dostęp do zasobów wiedzy i kultury wbrew prawu. Swartz był oskarżonym w głośnym procesie o piractwo medialne, wytoczonym mu po akcji masowego ściągnięcia zasobów repozytorium JSTOR z ominięciem paywalla. Popełnił samobójstwo w 2013.

### Z-Library i Anna’s Archive
Jednym z shadow libraries był założony w oparciu o infrastrukturę i zasoby Library Genesis portal Z-Library. Strona została założona w 2009. Około 2022 witryna udostępniała ponad 6 milionów książek i około 80 milionów artykułów naukowych. W odróżnieniu od poprzednich repozytoriów, twórcy Z-Library wprowadzali elementy grywalizacji i motywacji użytkowników, zachęcając do współtworzenia zbiorów. System umożliwiał zakładanie konta, funkcje społecznościowe, zakładał hierarchię uprawnień itp. Twórcy Z-Library wykorzystywali algorytm umożliwiający rekomendację książek użytkownikom. Dodawanie nowych książek mogło być przeprowadzone metodą drag’n’drop. Dodający pliki oraz korygujący metadane użytkownicy otrzymywali nagrody punktowe, które mogli wykorzystać do zwiększenia dziennego limitu pobrań. Funkcjonował system rang, grupujący użytkowników w zależności od ich wkładu w projekt i wraz ze wzrostem rangi zwiększający dostępne dla nich funkcjonalności serwisu. Twórcy Z-Library wprowadzili system zamawiania pozycji, możliwość tworzenia własnych list książek oraz opracowali możliwość interakcji z zasobami poprzez bota na komunikatorze Telegram. W 2022, według administratorów strony, zbiór Z-Library zawierał około 12 milionów książek.

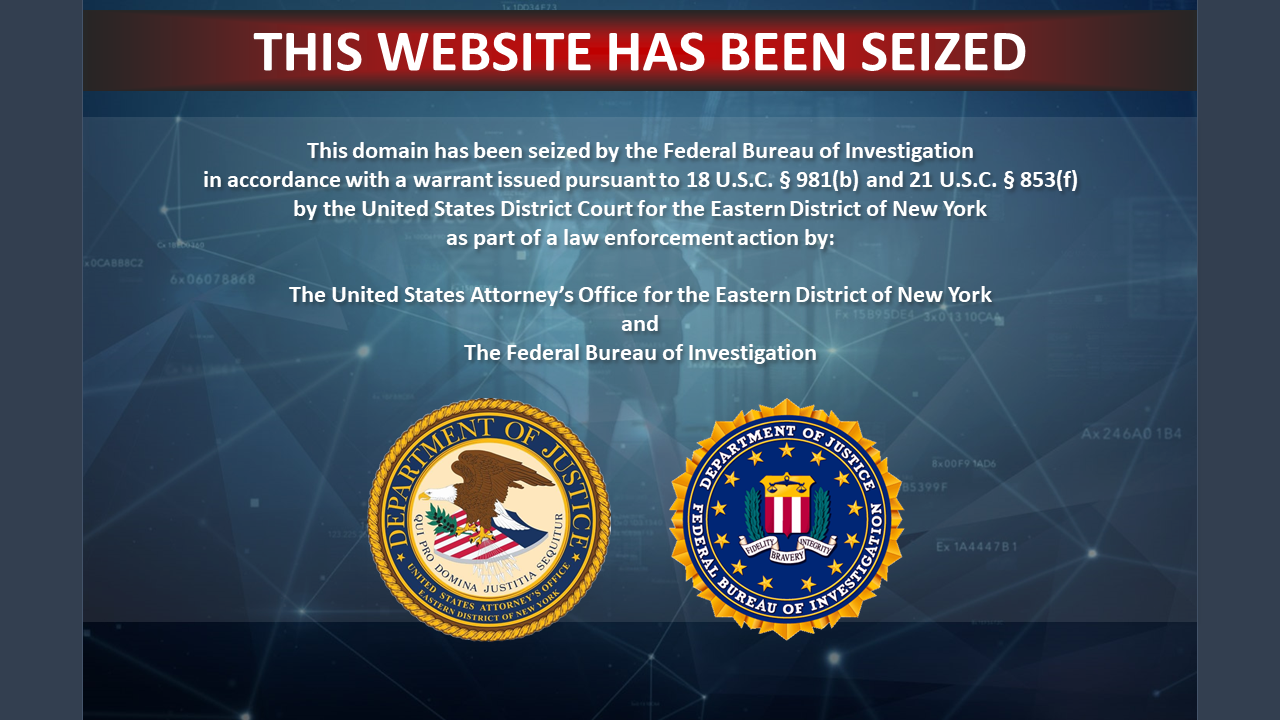
witryna Z-Library po przejęciu jej przez FBI (2022)

Jesienią 2022 witryna została zajęta przez FBI. Służby amerykańskie zablokowały ponad 100 związanych z nią domen. Jednocześnie dwóch obywateli Rosji mieszkających w Argentynie, Anton Napolski i Waleria Ermakowa, zostało na życzenie strony amerykańskiej zaaresztowanych w związku z podejrzeniami o prowadzenie strony. Aresztowanie możliwe było dzięki współpracy służb amerykańskich z firmami Google i Amazon. Według niektórych źródeł prasowych do zamknięcia serwisu mógł przyczynić się wzrost jego popularności na Tik-Toku. Przez kilka miesięcy dostęp do strony był niemożliwy z poziomu clearnetu; do zasobów można było uzyskać dostęp m.in. przy pomocy sieci Tor bądź technologii IPFS. W lutym 2023 funkcjonalność serwisu w clearnecie została częściowo przywrócona.
W reakcji na problemy ze stabilnością Z-Library, grupa anonimowych aktywistów utworzyła mirror zasobów zgromadzonych w serwisie (Pirate Library Mirror), a następnie jesienią 2022 uruchomiła projekt Anna's Archive, stronę internetową z interfejsem umożliwiającym dostęp do zagregowanych zasobów Library Genesis oraz Z-Library.

## Status prawny
Materiały lokowane w shadow libraries często umieszczane są tam wbrew woli posiadaczy praw do nich. Sytuacja ta rodzi wątpliwości co do legalności takich repozytoriów w świetle prawodawstwa wielu państw. Stopień i sposób wykorzystania materiałów dostępnych przez shadow libraries są trudne do prześledzenia i oszacowania. W 2015 firma wydawnicza Elsevier wytoczyła w Stanach Zjednoczonych proces przeciwko portalom SciHub i Library Genesis. Sąd nakazał portalom zapłacenie 15 milionów dolarów grzywny. W 2020 Elsevier, Wiley i American Chemical Society pozwały ww. portale ponownie, tym razem przed sądem indyjskim. Sprawy sądowe wytaczano również innym bibliotekom, m.in. aaarg.com i Gigapedii.
Kwestia legalności przekierowywania do shadow libraries pozostawała (na rok 2021) nieokreślona. W Stanach Zjednoczonych i Europie nie pojawił się konsensus prawny, który umożliwiłby uznanie reklamowania dostępu do takich repozytoriów za przestępstwo. Sytuacje, w których przeciwko naukowcom odsyłającym do shadow libraries podejmowano kroki prawne, choć rzadko, zdarzały się. Znane są też sytuacje, w których naukowcy, udostępniający wyniki swoich badań niezależnie, wbrew umowie z wydawnictwami naukowymi, spotykali się z groźbą podjęcia czynności prawnych ze strony tychże wydawnictw.

## Technologia

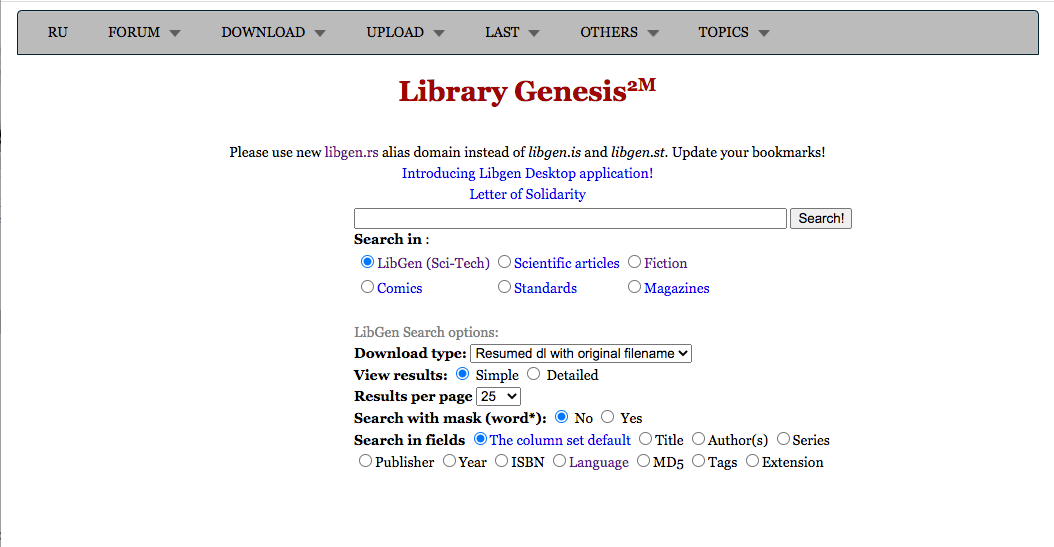
Interfejs Library Genesis (2020)

W utrzymaniu i zarządzaniu repozytoriami typu shadow library, oraz w procesie korzystania z nich, wykorzystywane były technologie takie jak BitTorrent (głównie do zrzutów baz danych), dark web oraz IPFS. W przypadku m.in. Library Genesis oraz Anna’s Archive oprogramowanie udostępniono w otwartym kodzie, co ułatwiło ewentualne tworzenie mirrorów bądź forków projektu; zgodnie z relacjami twórców miało to umożliwić odtworzenie strony w przypadku zajęcia jej przez organy prawa.

## Statystyki
Według szacunkowych badań kwantytatywnych przeprowadzonych około 2016, największy ruch na portalu SciHub generowany był przez adresy IP powiązane z Chinami, Indiami, Iranem, Brazylią i Japonią oraz krajami Europy. Mniej niż 20% ogólnego ruchu na stronie generowane było przez IP związane z ośrodkami naukowymi. Zgodnie z badaniami i ankietą przeprowadzoną przez Johna Travisa, ponad 35% ankietowanych przezeń użytkowników shadow libraries korzystało z nich pomimo faktu, że mieli oni dostęp do znalezionych tam treści w tradycyjny, legalny sposób; dowodzić to może, że jedną z przyczyn popularności takich bibliotek jest łatwość i szybkość dostępu do przechowywanych w nich materiałów. W świetle tych samych ankiet zdecydowana większość użytkowników shadow libraries korzysta z nich, ponieważ poszukiwane materiały nie są dla nich dostępne w inny sposób. Według danych z 2016 ponad połowa artykułów pobranych przez amerykańskie IP z portalu SciHub dotyczyła dziedzin inżynierii, medycyny klinicznej i nauk biomedycznych. Do innych poszukiwanych dziedzin należały chemia, astronomia, fizyka i nauki społeczne. W badanym okresie około jedna trzecia artykułów pobieranych przez amerykańskie IP pochodziła z wydawnictw należących do Elsevier.
Ze względu na dostępność katalogów Library Genesis możliwe jest przybliżone prześledzenie statystyk tego repozytorium. Od 2008 do kwietnia 2014 liczba dostępnych tam książek wzrosła z 34 000 do około 1 200 000. W 2019 łączne zasoby jednego z forków Library Genesis szacowano na ok. 33 terabajty. Zbiory biblioteki pochodzą zarówno z masowych, zautomatyzowanych kontrybucji, jak i z pojedynczych załadowań z inicjatywy anonimowych użytkowników portalu z całego świata. Znaczna część zasobu pochodzi z agregacji kolekcji poprzednich shadow libraries. Portal przyjął charakter międzynarodowy; poza angielskim i rosyjskim, na serwerach Library Genesis zgromadzono treści w innych językach, przede wszystkim niemieckim, francuskim, hiszpańskim i mandaryńskim. W 2014 r. najwięcej spośród książek znajdujących się w Library Genesis wydane było przez firmę Springer; książki tego wydawcy stanowiły około 6% zasobu. Szacunkowe dane pozwalają przypuszczać, że w 2014 największy ruch na stronie generowali użytkownicy z Rosji, Indonezji, USA, Wielkiej Brytanii, Indii, Iranu, Egiptu i Chin.